# Insufficienza renale
L'insufficienza renale è una riduzione delle capacità del rene di adempiere alle proprie funzioni (escretoria ed endocrina) nel sistema dell'organismo.

## Clinica
Clinicamente si distinguono:
- Insufficienza renale acuta, o "IRA": rapido decremento della funzione renale, con accumulo di scorie azotate e disordini dell'equilibrio acido-base e idroelettrolitico.
- Insufficienza renale cronica, o "IRC": lento e progressivo decadimento irreversibile della funzione renale, causato da una vasta gamma di nefropatie.

L'entità dell'insufficienza è quantificabile con lo studio della clearance della creatinina o con formule che stimano la velocità di filtrazione glomerulare, sempre ridotte in caso di insufficienze renali.
La scintigrafia renale è l'unica metodica non invasiva che consente di stimare la funzione separata dei due reni, anche in presenza di valori di creatininemia ancora nella norma (quindi in fase precoce di malattia). La scintigrafia renale sequenziale, studiando l'eliminazione lungo l'apparato urinario di specifici radiofarmaci consente di quantificare, oltre alla velocità di filtrazione glomerulare (GFR), il flusso plasmatico renale, la velocità di secrezione tubulare e i tempi di transito ed eliminazione del radiofarmaco lungo l'apparato urinario. Quest'ultimo parametro è utile specie nel caso si sospetti un'insufficienza renale di tipo ostruttivo, in quanto, grazie al test con furosemide, è possibile individuare pazienti che possano beneficiare di un rapido intervento causale.